# リズミーン
『リズミーン』（Rhythmeen）は、アメリカ合衆国のロック・バンド、ZZトップが1996年に発表した12作目のスタジオ・アルバム。

## 背景
アルバム・タイトルは「mean rhythm」を言い換えたものである。本作のレコーディングはオーバー・ダビングなしで行われ、ビリー・ギボンズは後に「トリオとしてのZZトップの、最も誠実な試金石となっているかもしれない」とコメントしている。
「シーズ・ジャスト・キリング・ミー」は、「メキシカン・ブラックバード」（アルバム『ファンダンゴ!』に収録）と共に1996年のアメリカ映画『フロム・ダスク・ティル・ドーン』のサウンドトラックで使用され、同作のサウンドトラック・アルバムにも収録された。また、やはり同作で使用されたジミー・ヴォーンの曲「Dengue Woman Blues」とのスプリットCDシングルもエピック・レコードからリリースされている。

## 反響
ヨーロッパでは一部の国のアルバム・チャートでトップ10入りするが、アメリカやイギリスでは大きな成功を収められなかった。アメリカのBillboard 200では29位に終わり、『エル・ロコ』（1981年）以降のスタジオ・アルバムとしては初めてトップ20入りを逃す。全英アルバムチャートでは最高32位で、『イリミネイター』（1983年）以降のスタジオ・アルバムとしては初めてトップ10入りを逃し、以後『La Futura』（2012年）が全英29位を記録するまで、ZZトップは全英アルバムチャートから遠ざかる。
『ビルボード』のメインストリーム・ロック・チャートでは「シーズ・ジャスト・キリング・ミー」が12位、「ホワッツ・アップ・ウィズ・ザット」が5位、「バング・バング」が22位、「リズミーン」が35位に達した。

## 収録曲
特記なき楽曲はビリー・ギボンズ、ダスティ・ヒル、フランク・ベアードの共作。
1. リズミーン "Rhythmeen" (Billy Gibbons) – 3:53
2. バング・バング "Bang Bang" (B. Gibbons) – 4:28
3. ブラック・フライ "Black Fly" (B. Gibbons) – 3:31
4. ホワッツ・アップ・ウィズ・ザット "What's Up with That" (B. Gibbons, Joe Hardy, Ingram, Rice) – 5:19
5. ヴィンセント・プライス・ブルース "Vincent Price Blues" – 6:04
6. ジッパー・ジョブ "Zipper Job" – 4:14
7. ヘアドレッサー "Hairdresser" (B. Gibbons, J. Hardy) – 3:48
8. シーズ・ジャスト・キリング・ミー "She's Just Killing Me" – 4:55
9. マイ・マインド・イズ・ゴーン "My Mind Is Gone" (B. Gibbons, J. Hardy, Moon, Wonder) – 4:06
10. ロウディッド "Loaded" (B. Gibbons, J. Hardy) – 3:47
11. プリティヘッド "Prettyhead" – 4:37
12. ハンバッキン、パート2 "Hummbucking, Pt. 2" – 5:13

### 日本盤ボーナス・トラック
1. イズント・ラヴ・アメイジング "Isn't Love Amazing" (B. Gibbons) – 5:15

## 参加ミュージシャン
- ビリー・ギボンズ - ボーカル、 ギター
- ダスティ・ヒル - ボーカル、ベース
- フランク・ベアード - ドラムス、ボーカル